# Kurt Wires
Kurt Oskar Wires (Helsinki, 28 aprile 1919 – Espoo, 22 febbraio 1992) è stato un canoista finlandese.

## Palmarès

### Olimpiadi
- Oro a Helsinki 1952 nel K2 1000 metri.
- Oro a Helsinki 1952 nel K2 10000 metri.
- Argento a Londra 1948 nel K1 10000 metri maschile.